# Orden de simetría

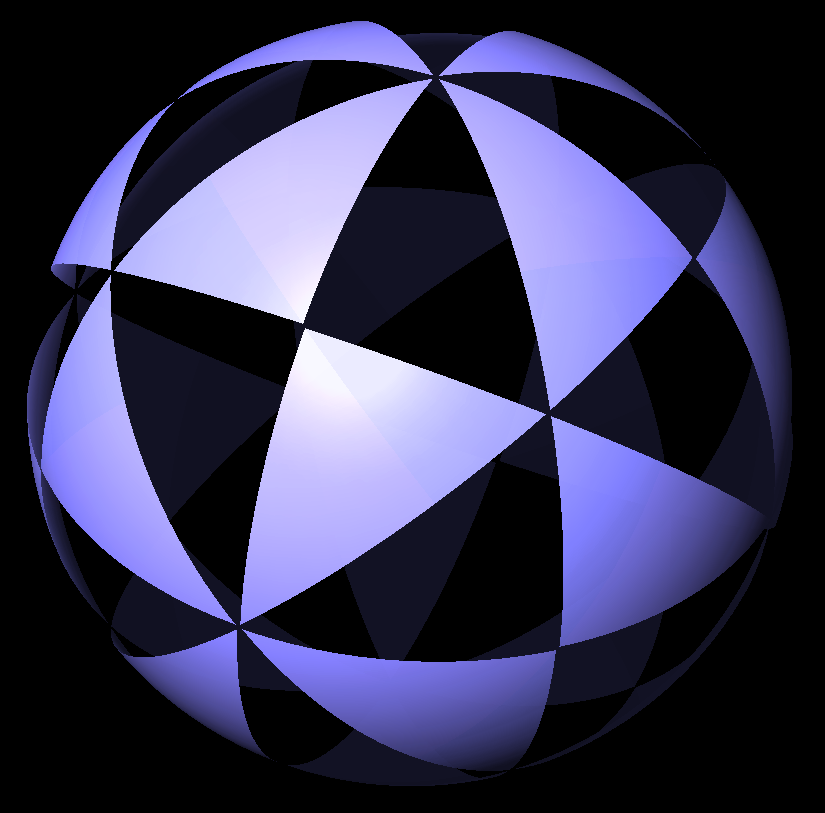
Una esfera coloreada para mostrar los 48 dominios fundamentales de la simetría octaédrica

El orden de simetría o número de simetría de un objeto es el número de disposiciones (o vistas) diferentes pero indistinguibles (o equivalentes) del objeto, es decir, es el orden de su grupo de simetría. El objeto puede ser una molécula, una red cristalina, una retícula, un teselado, o en general, cualquier tipo de objeto matemático que admita simetrías.
En mecánica estadística, el número de simetría corrige cualquier recuento excesivo de conformaciones moleculares equivalentes en una función de partición. En este sentido, el número de simetría depende de cómo se formule la función de partición. Por ejemplo, si se escribe la función de partición del etano de modo que la integral incluya la totalidad de las rotaciones de un metilo, entonces la simetría rotacional triple del grupo metilo contribuye con un factor de 3 al número de simetría; pero si se escribe la función de partición de modo que la integral incluya solo un pozo de energía rotacional del metilo, entonces la rotación del metilo no contribuye al número de simetría.